# 奥莱·柯克·克里斯蒂安森

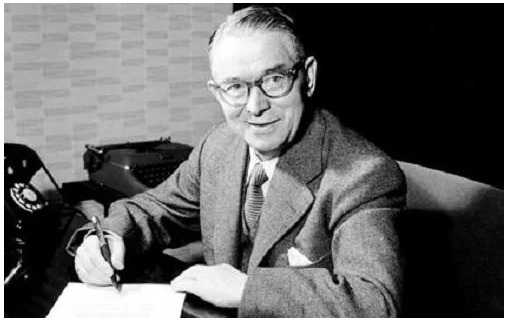
奥爾·柯克·克里斯蒂安森

奥爾·柯克·克里斯蒂安森( Ole Kirk Christiansen，1891年4月7日 - 1958年3月11日) 是一位丹麦木匠。生於布拉霍(Blåhøj)，於1916年搬去比隆鎮(Billund)
，他一開始在小木工店销售家居用品，後來他在小木工店銷售由自己製作的木制玩具。 1932年，他正式创立樂高集團（The LEGO Group），是丹麥文「LEG GODT」簡稱。 1947年他從哥本哈根的展覽上购置一台注塑机后，他的公司開始生產由塑料製成的積木。1958年3月11日，克里斯蒂安森因心脏骤停去世，享年66岁。他有4個兒子，樂高集團由二兒子高佛瑞·柯克·克里斯蒂安森(Godtfred Kirk Christiansen,1920～1995) 接管樂高公司至1979年卸任。 
 